# بارت برنچنس
بارت برنچنس (هلندی: Bart Brentjens؛ زادهٔ ۱۰ اکتبر ۱۹۶۸) دوچرخه‌سوار اهل هلند است.
وی در مسابقات کشوری و بین‌المللی در مجموع برندهٔ ۲ مدال طلا، ۲ مدال نقره، ۴ مدال برنز شده‌است.